# Orde van de Infant Dom Henrique
De Orde van de Infant Dom Henrique (Portugees: "Ordem do Infante Dom Henrique") is een  Portugese ridderorde.
De orde werd op 2 juni 1960 door de Portugese president ingesteld en heeft als doel Portugezen en vreemdelingen te onderscheiden voor onderzoek naar de Portugese ontdekkingstochten en het verspreiden van de kennis daarover in de wereld. De orde wordt ook aan bevriende staatshoofden verleend. De orde herinnert aan Hendrik de Zeevaarder, een Portugese prins die zich inzette voor de ontdekkingsreizen.
Er zijn een keten en vijf graden.
- De Grote Keten

De keten wordt alleen aan staatshoofden toegekend. Zij dragen behalve de keten ook de insignia van een grootkruis.
- Grootkruis
- Grootofficier
- Commandeur
- Officier
- Ridder

Aan de orde zijn een gouden en een zilveren medaille verbonden.
Het motto van de orde is "Talant de bie' faire" wat met "het is een gave om goed te doen" kan worden vertaald.
Het kleinood is een rood geëmailleerd kruis van Mantua. De ster heeft negen punten en is bij de grootkruisen van goud en bij de grootofficieren van zilver. Op de ster is een medaillon gelegd met het kruis op een witte achtergrond en een blauwe ring met een lauwerkrans en het motto van de orde.
Op de medaille staat een groot portret van Hendrik de Zeevaarder.
De keten bestaat uit schakels met twee verstrengelde gouden lauwerkransen en rode kruisen.
Het lint is zwart-wit-blauw gestreept.

## Leden
Tijdens het staatbezoek aan België van 2006 verleende men heel wat grootkruisen. In deze orde zijn opgenomen volgens datum gepubliceerd decreet:

### Grootkruis met Keten
- 1967/07/27: Sjah Mohammad Reza Pahlavi
- 1973/05/31: Hertog van Edinburgh
- 1975/06/12: Elena Ceaușescu
- 1978/04/17: Koning Juan Carlos
- 1978/04/17: Koningin Margherte
- 1982/08/24: Koning Boudewijn
- 1985/01/29: Groothertog Jean
- 1987/01/13: Koning Carl-Gustaf
- 1991/05/14: Koningin Beatrix der Nederlanden
- 1993/03/26: Koning Hassan
- 1998/05/12: Keizer Akihito
- 1999/12/13: Koning Albert II van België
- 2004/02/13: Koning Harald V
- 2005/05/06: Groothertog Henri
- 2008/03/05: Koning Abdulla II van Jordanië
- 2017/10/10: Koning Willem-Alexander van Nederland
- 2017/10/10: Koningin Máxima van Nederland

### Grootkruis
- 1967/07/29: Mgr. Maximilien de Furstenberg
- 1982/12/10: Jean-Luc Dehaene
- 1982/12/10: Dhr. Maystad
- 1987/10/31: Leo Tindemans
- 1987/10/31: Burggraaf Étienne Davignon
- 1987/10/31: Wilfried Martens
- 1987/10/31: Ruud Lubbers
- 1991/05/14: Mr Pieter van Vollenhoven
- 1991/05/14: Ruud Lubbers
- 1999/12/13: Louis Michel
- 2003/11/06: Prins Michel Swiatopelk-Czetwertynski
- 2003/09/11: Willem Duisenberg
- 2006/03/08: Aartshertog Lorenz, Prinses Astrid, Prins Laurent, Prinses Claire
- 2006/03/08: Mevr. Lizin, Herman De Croo, Karel De Gucht, Guy Verhofstadt
- 2008/11/26: Prins Leopold d' Arenberg

### Commandeur
- 1991/12/??:  José Rentes de Carvalho
- 2022/02/22: Harrie Lemmens

### Onbekend
- Mohammed Hoessein Tantawi